# آمال (اسم)
آمَال هو اسم علم مؤنث من أصل عربي، جاء الاسم على صيغة الجمع (المفرد: أَمَل)، ومعنى الاسم هو الأمنية، الرغبة.

## الأصل اللغوي
أَمَال هو صيغة جمع من أَمَل؛ الأَمَل والأَمْل والإِمْل: الرَّجاء؛ الأَخيرة عن ابن جني، والجمع آمال. وأَمَلْتُه آمُله وقد أَمَلَه يأْمُله أَمْلًا؛ المصدر عن ابن جني، وأَمَّله تَأْميلًا، ويقال أَمَل خَيْرَه يأْمُله أَمْلًا، وما أَطول إِمْلته، من الأَمَل أَي أَمَله، وإِنه لَطويلُ الإِمْلة أَي التأْميل؛ عن اللحياني، مثل الجِلسة والرِّكبة. والتَّأَمُّلُ : التَّثَبُّت. وتأَمَّلت الشيء أَي نظرت إليه مُستثْبِتًا له. وتَأَمَّل الرجل: تَثَبَّت في الأَمر والنظر.